# Безымянная (река, Иркутская область)
Безымянная — река в Слюдянском районе Иркутской области России. Протекает по территории Утуликского муниципального образования. Впадает в озеро Байкал.

## География
Образуется слиянием рек Левой Безымянной и Правой Безымянной на высоте 591,9 м. Истоки реки находятся в горах Хамар-Дабан юго-восточнее пика Черского. На реке есть несколько водопадов, один из них признан памятником природы. На реке находится один населённый пункт — посёлок Мангутай. Реку Безымянную пересекает множество туристических маршрутов. Долина реки — часть лыжного сверхмарафона «Байкальская кругосветка».
Длина реки — 9 км. В водном реестре указана вместе с одной из составляющих — Левой Безымянной, с длиной 27 км и площадью водосборного бассейна — 207 км². По данным наблюдений с 1959 по 1999 год среднегодовой расход воды в 2 км от устья составляет 5,71 м³/с. Высота устья — 455,9 м над уровнем моря.

## Мосты
У посёлка Мангутай устье реки пересекают два моста Транссибирской железнодорожной магистрали, немногим выше — автомобильный мост федеральной трассы «Байкал».

## Данные водного реестра
По данным государственного водного реестра России и геоинформационной системы водохозяйственного районирования территории РФ, подготовленной Федеральным агентством водных ресурсов:
- Бассейновый округ — Ангаро-Байкальский
- Речной бассейн — бассейны малых и средних притоков южной части озера Байкал
- Речной подбассейн — отсутствует
- Водохозяйственный участок — бассейны рек южной части озера Байкал в междуречье рек Селенги и Ангары